# Carl Rahl
Pour les articles homonymes, voir Rahl.
Carl Rahl (né le 13 août 1812 à Vienne, mort le 9 juillet 1865 dans la même ville) est un peintre autrichien.

## Biographie

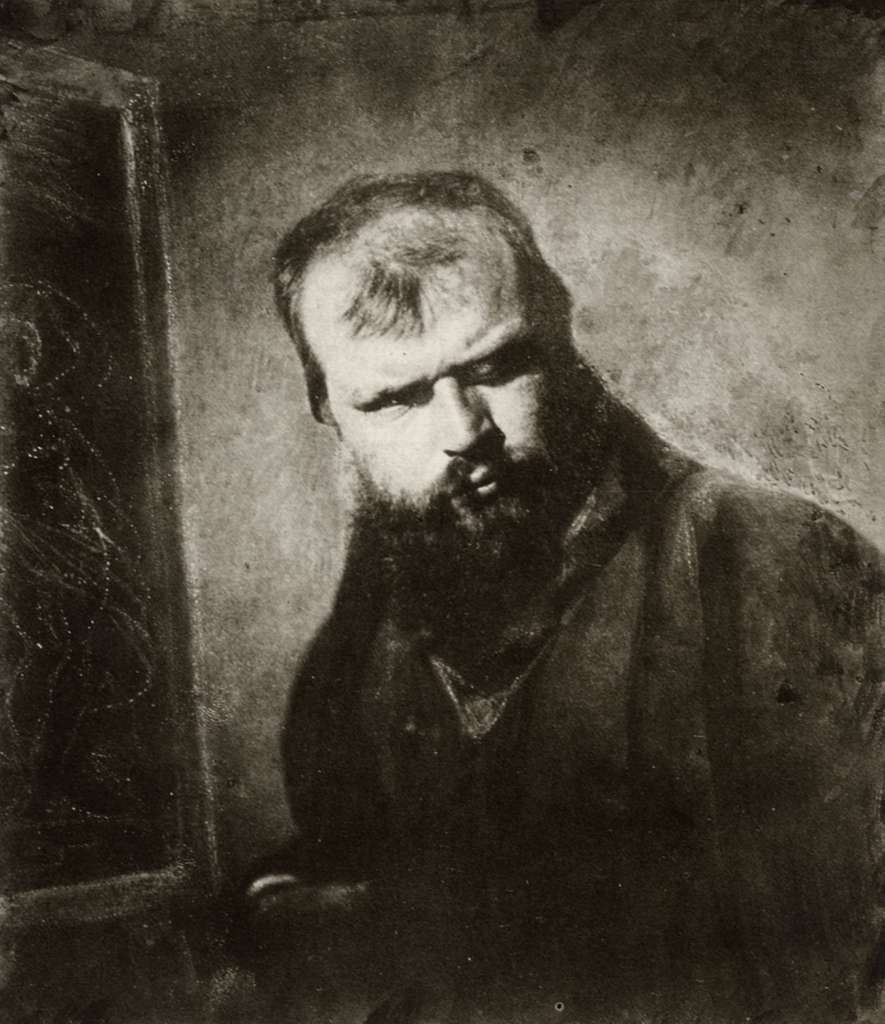
Carl Rahl vers 1850. Photographie, épreuve sur papier salé par Alois Löcherer.

Carl Rahl est le fils du graveur Carl Heinrich Rahl. Il va à l'académie des beaux-arts de Vienne et remporte un prix à 19 ans. Il va ensuite à Munich, Stuttgart et en Hongrie et en 1836 en Italie où il reste jusqu'en 1843, étudiant en particulier les peintres vénitiens et les représentants de l'école romaine, à qui il reprend leurs couleurs. Après deux années de résidence à Vienne, il mène une vie errante, où il fait des portraits dans le Holstein, à Paris, Rome, Copenhague et Munich. Rahl réalise des fresques de 1839 à 1842 dans l'université d'Athènes.
En 1849, Anselm Feuerbach entre dans l'atelier de Carl Rahl à Munich. En 1850, Rahl est nommé professeur à l'académie des beaux-arts de Vienne, mais il est bientôt relevé de ses fonctions pour des raisons politiques. Il ouvre une école privée qui a du succès grâce à des contrats de peintures monumentales. Au nom de Simon Sina, il décore la façade et le vestibule de l'église grecque orthodoxe de la Sainte-Trinité de Vienne (en) et le palais du baron. Il décore le Heinrichshof avec les personnifications des arts, de la paix et de la culture et le palais Todesco avec des représentations du mythe de Pâris.

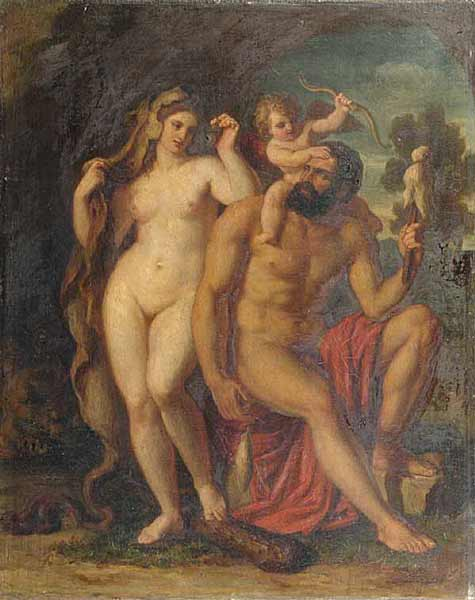
Hercule et Omphale

En 1864, il fait avec ses élèves Christian Griepenkerl et Eduard Bitterlich (de) des fresques de figures allégoriques dans le musée d'histoire militaire de Vienne. L'architecte Theophil Hansen l'avait chargé de faire la grande salle, mais l'empereur François-Joseph accorde le contrat à Karl von Blaas.
Dans la même période, il décore aussi le château d'Oldenbourg (de). À la fin de sa vie, Rahl fait les cartons du nouvel opéra de Vienne que ses élèves terminent après sa mort. Parmi eux, il y a Eduard Bitterlich, August Eisenmenger, Károly Lotz, Christian Griepenkerl, Gustav Gaul (de), Mór Than et August George-Mayer.

### Source de la traduction
- (de) Cet article est partiellement ou en totalité issu de l’article de Wikipédia en allemand intitulé « Carl Rahl » (voir la liste des auteurs).